# Saint-Pierre-de-Chandieu
Saint-Pierre-de-Chandieu település Franciaországban, Rhône megyében. Lakosainak száma 4588 fő (2022. január 1.). Saint-Pierre-de-Chandieu Saint-Laurent-de-Mure, Grenay, Heyrieux, Valencin, Chaponnay, Mions, Saint-Bonnet-de-Mure, Saint-Priest és Toussieu községekkel határos.

## Népesség
A település népessége az elmúlt években az alábbi módon változott:
| Lakosok száma | 4615 | 4546 | 4588 | 4520 | 4541 | 4579 | 4616 | 4598 | 4588 |
|               | 2013 | 2015 | 2016 | 2017 | 2018 | 2019 | 2020 | 2021 | 2022 |